# Physella microstriata
Physella microstriata fue una especie de molusco gasterópodo de la familia Physidae en el orden de los Basommatophora.

## Distribución geográfica
Fue  endémica de Estados Unidos.    